# Öpfingen
Öpfingen település Németországban, azon belül Baden-Württembergben. Lakosainak száma 2328 fő (2023. december 31.).

## Népesség
A település népessége az elmúlt években az alábbi módon változott:
| Lakosok száma | 1624 | 2364 | 2355 | 2368 | 2358 | 2328 |
|               | 1975 | 2017 | 2019 | 2021 | 2022 | 2023 |